# 東京 E-Prix
東京E-Prix（とうきょうイープリ、英: Tokyo E-Prix）は、日本の東京都江東区有明で開催されるフォーミュラE世界選手権レースの1戦である。

## 概要
2022年10月にフォーミュラE・オペレーションズ社と東京都庁との間で開催協定が結ばれ、2024年3月に第1回大会が開催された。
会場は、東京国際展示場（東京ビッグサイト）の敷地と周辺道路（公道）を用いた仮設コースの東京ストリートサーキットを舞台として開催されている。2024年の第1回大会は、日本で開催されたものとしては初の本格的な公道自動車レースにあたる。
受け入れ自治体の東京都庁は、二酸化炭素（CO2）を排出しない環境先進都市の実現を目指す「ゼロエミッション東京」という政策を打ち出しており、フォーミュラEの招致については、ゼロエミッション車（ZEV）の普及促進活動の一環として行っている。（→#開催に至る経緯）

## 開催に至る経緯

### 要約
公道で世界選手権クラスの本格的な自動車レースを開催しようとする動きは日本国内でも1980年代以前から存在したが、道路の使用許可を取得することの困難さが大きな障壁となり、いずれの計画も実現には至っていなかった（ラリーを除く）。東京都内における公道レース開催も1990年代から具体的な構想が複数持ちあがるが、その過程で、そうしたレースの開催実現のためには、東京都庁や警察（警視庁）をはじめとする行政機関の協力が不可欠で、そのためには政治の後ろ盾が必須となるといったことや、公道開催でも安全なレース運営を担保することが重要な課題となるといったことが浮き彫りとなっていった。（→#1990年代 - 2000年代）
2014年に開催が始まった国際レースのフォーミュラEは、市街地開催を中心とするシリーズであり、各国の大都市でレース開催の実績を積み上げていっていた。同シリーズは、創設以前から東京都に開催の働きかけを積極的に行っていたが、政治的な後ろ盾の確保という従前の課題を解決するには至らず、開催を実現できずにいた。（→#2010年代）
2019年以降、東京都知事の小池百合子が、自身の掲げる構想「ゼロエミッション東京」実現の一助とすべく、フォーミュラE開催を強く後押しする。これにより、政治的な後ろ盾の確保と安全なレース運営の担保というふたつの条件が満たされ、2024年に、「日本初の本格的な公道レース」として、東京 E-Prixの第1回大会の開催が実現した。（→#2020年代）

### 実現しなかった公道レース計画（1990年代 - 2000年代）

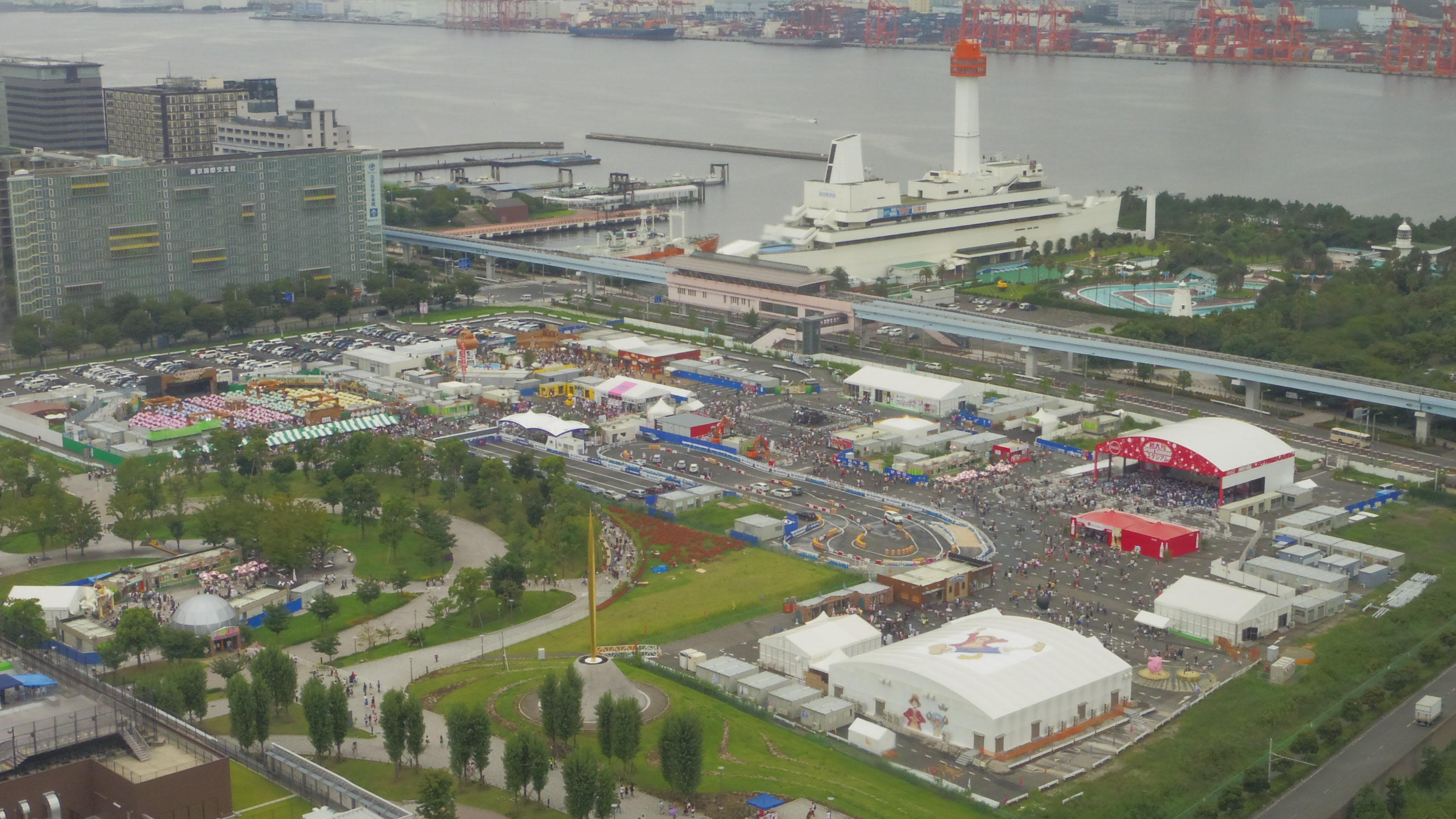
公道レースの開催が計画されていたお台場地区。フジテレビの構想は、画像の都有地（副都心広場）を中心として仮設コースを置くものだったと考えられている。

臨海副都心における公道レースの開催は、2024年に初開催される四半世紀以上も前から様々に計画されていた。具体的なものとしては、1990年代半ばにフジテレビがフォーミュラ1（F1）誘致を構想していたことがあり、その計画は、お台場地区の都有地を中心に、同地区の空き地同士を公道で結んでサーキットを仮設する、というものだった。この計画は自然消滅することになるが、同地区を管轄していた東京都港湾局は、同社からの打診があったことは認めつつ、公道については警察の管轄になり、過去の例から、許可を得るのはかなり難しいのではないかと指摘していた。
1999年3月11日、「東京グランプリの開催をめざす会」が発足し、東京都内で市街地レースを開催しようという動きが起きた。この組織はトムス創設者の舘信秀が中心となって設立されたもので、元F1ドライバーの中嶋悟、鈴木亜久里、片山右京、当時現役F1ドライバーだった高木虎之介のほか、星野一義、近藤真彦、林みのる、本田耕介、本田博俊ら、国内の有力な自動車レース関係者たち、25名を発起人としていた。この会には同年4月の都知事選への立候補を表明していた柿澤弘治（この時点では衆議院議員）も発起人の一人として参加し、柿澤は知事選の選挙公約の中でも東京グランプリの開催実現を掲げた。この計画も臨海副都心のお台場におけるF1開催を目指したもので、実現には法改正を含めた政治的アプローチが可能な人物による支援が不可欠との考えから、柿澤の都知事当選を必須条件としたものだった。しかし、柿澤は落選し、この計画もまた実現には至らず、自然消滅した。
柿澤らを破って1999年に都知事に就任した石原慎太郎（在：1999年 - 2012年）は、東京都内で公道レースを開催するという柿澤の案には1999年の選挙戦の時点で賛意を示しており、2006年12月に東京都による構想として、東京都三宅島の公道を用いた周回レースである「第1回三宅島オートバイレース大会（仮称）」の開催を提唱した。石原はこの計画を強い意欲を持って推し進めたものの、この企画は、選手と観客の安全確保や、事故発生時の救護体制についての強い懸念がプロライダーや二輪自動車メーカーから示され、同島でオフロードレースを含むデモンストレーションイベントこそ数年に渡って開催されたものの、結果として安全面の懸念を払拭するには至らず、公道レースは一度も開催されなかった。
2006年からお台場で開催されているモータースポーツジャパンでも、第2回（2007年）にはレーシングカーによる公道でのパレード走行が行われたほか、石原が大会名誉会長に就任するなど、将来的な公道レース開催を見据えたイベントとなっていたが、結局レース開催にまでは至らなかった。
このように、東京都において公道レースを開催するという計画は2000年代までに具体的な試みもいくつかあり、その都度、障壁の認識と克服というプロセスを緩やかに進めていっていたものの、実現に至るものはないという状況だった。

### フォーミュラEの登場と開催に向けた交渉（2010年代）

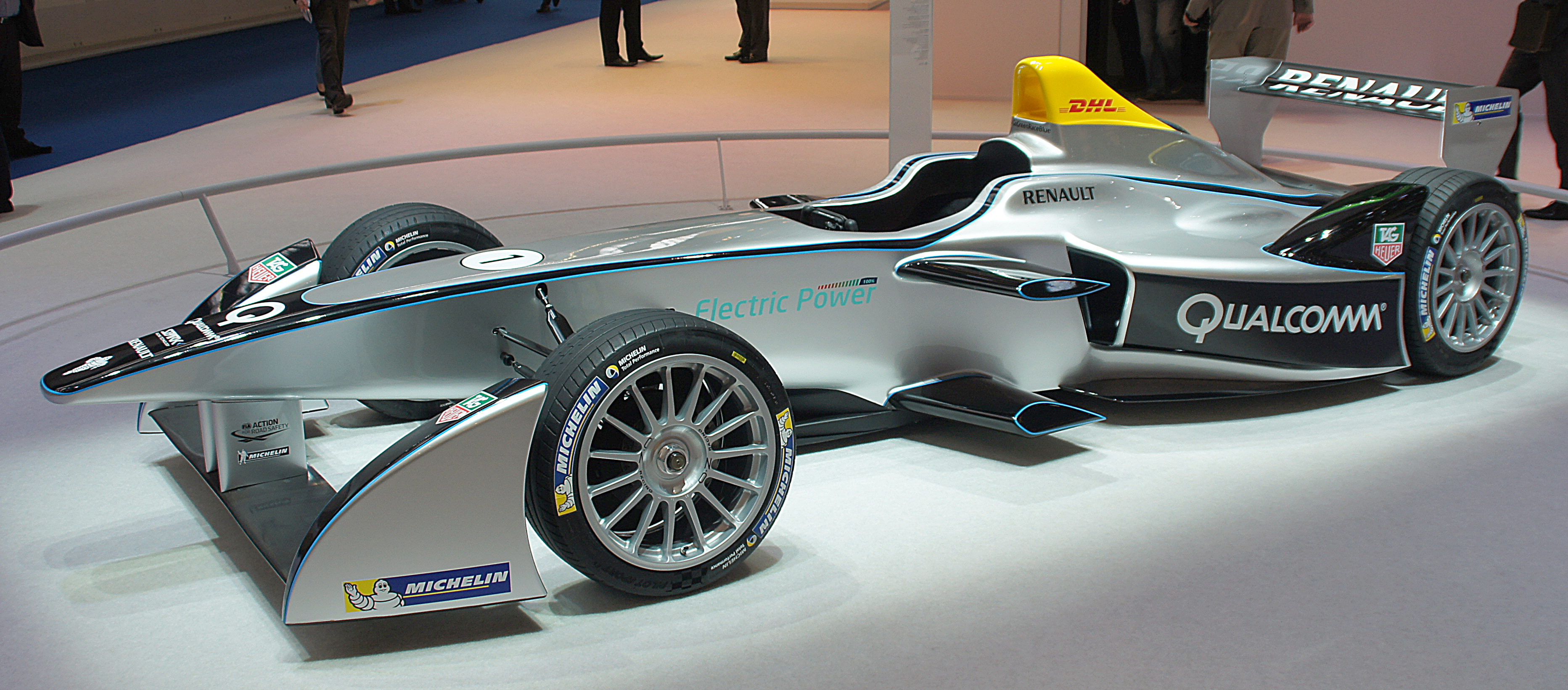
第1世代のフォーミュラE車両。2010年代半ばに東京都心部の公道でデモ走行が複数回行われた。

2012年、アレハンドロ・アガグらによって、フォーミュラE・ホールディングス（FEH、以下「フォーミュラE社」）が設立された。同社は電気自動車による国際選手権シリーズである「フォーミュラE」の開催を提唱し、同年8月、国際自動車連盟（FIA）はフォーミュラEの開催に承認を与えた。2014年の初開催に向け、開催都市の選定と契約交渉を始めたフォーミュラE社は、大都市の市街地で開催することを優先目標としていたことから、候補地のひとつである東京を2012年9月に初めて訪れ、東京都との交渉を開始した。
2014年から開催が始まったフォーミュラEは、各国の都市で開催を行い、公道レース開催にあたっての課題のひとつとなる安全なレース運営のノウハウを積み上げていっていたものの、日本における開催実現までの道のりは険しいものとなった。フォーミュラE側は日本でのレース開催を最優先課題のひとつと位置付けていたが、日本国内の規制や仲介業者の存在が障害となり、具体的な進展はないまま数年が過ぎていくことになる。その間も、フォーミュラE関係者が年に2、3回の頻度で来日して交渉が行われたほか、開催の可能性を探ることや開催実現への機運を高めることを目的として、2015年に東京・六本木、2016年には東京・丸の内で、フォーミュラE車両による公道デモ走行を行う、といった活動が行われた。

### 小池都知事による後押し（2019年以降）

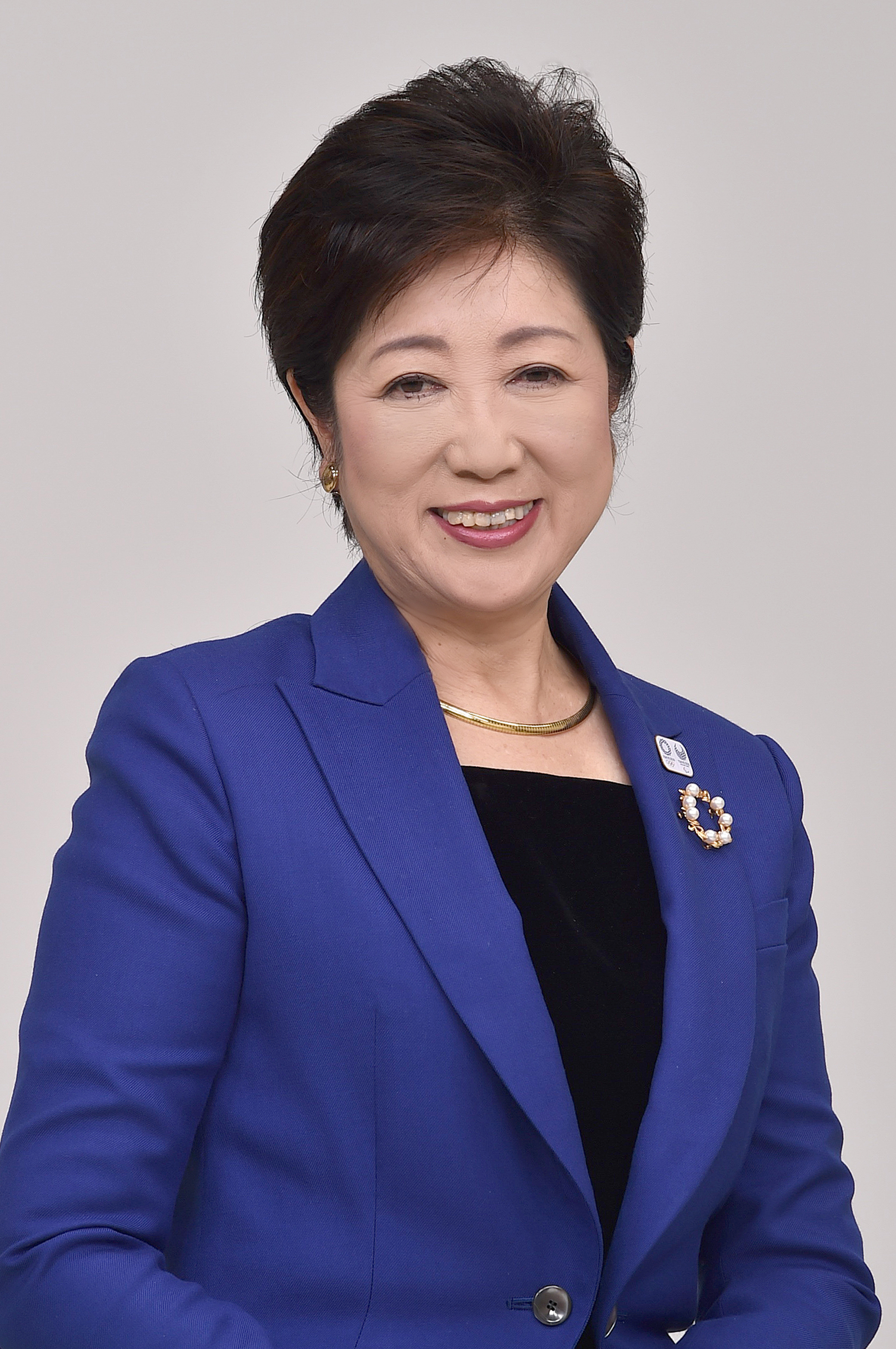
小池百合子（2017年頃）

そうした停滞していた状況は、2019年初めに東京都知事の小池百合子（2016年就任）がフォーミュラEの誘致を検討すると表明して以降、急速に動き出すことになった。元環境大臣（在：2003年 - 2006年）でもある小池は、以前からゼロエミッション車（ZEV）の導入を糸口として東京都をカーボンフリー（二酸化炭素排出ゼロ）の都市にするという構想（ゼロエミッション東京）を持っていた。その実現の一助とするため、2019年からフォーミュラE誘致の調査費を都の予算として計上して調査を進めさせ、ZEVの普及活動の中心にフォーミュラEを据えることを決めた
この時から、東京都とフォーミュラE社の間で（仲介業者を介さない）直接交渉が始まり、開催候補地として都内だけでなく神奈川県の横浜市も対象に含めて実現可能性の調査が進められ、最終的に、臨海副都心の有明地区で開催するということで合意に至った。

### 開催決定（2022年 - 2023年）
2022年10月4日、東京都とフォーミュラE社（傘下のフォーミュラE・オペレーションズ社）との間で、2024年春に東京都内でフォーミュラEを開催することに向けた協定が締結され、同日にそのことが発表された。この際、会場が東京国際展示場（通称「東京ビッグサイト」）周辺になることもあわせて発表された。以降、開催に向けた準備が、日本自動車連盟（JAF）の協力も得つつ進められていくことになった。
2023年6月20日に開催された世界モータースポーツ評議会（WMSC）の会合において、フォーミュラEの2023-24シーズンの開催カレンダーが承認され、2024年3月30日開催ということで「東京 E-Prix」が開催カレンダーに組み込まれた。そうして、フォーミュラE関係者にとっての悲願だった東京におけるレース開催と、日本のレース関係者にとって長年の悲願だった本格的な公道レースの初開催が実現した。（初開催については「2024年東京 E-Prix」を参照）
小池の発案による検討開始（2019年）から数えても、開催実現までに5年ほどかかっており、これは東京都としては関係各方面との調整に異例に長い期間をかけたものだったという。

## 過去の結果
| 年   | 決勝日  | ラウンド | サーキット               | 勝者                       | エントラント                  | 結果 |
| ---- | ------- | -------- | ------------------------ | -------------------------- | ----------------------------- | ---- |
| 2024 | 3月30日 | 5        | 東京ストリートサーキット | マクシミリアン・ギュンター | マセラティ・MSG・レーシング   | 詳細 |
| 2025 | 5月17日 | 8        | 東京ストリートサーキット | ストフェル・バンドーン     | マセラティ・MSG・レーシング   | 詳細 |
| 2025 | 5月18日 | 9        | 東京ストリートサーキット | オリバー・ローランド       | ニッサン・フォーミュラEチーム | 詳細 |